# Monte Disgrazia
De Monte Disgrazia is een 3678 meter hoge berg in de Noord-Italiaanse provincie Sondrio.
De berg ligt ingeklemd tussen twee zijdalen van het Valtellina; het Val Masino en het Val Malenco. De top wordt gevormd door een zeshonderd meter lange bergkam met verschillende subtoppen. Vanuit Sondrio ten zuidoosten van de berg toont de berg zich als een scherpe hoorn.
Uitgangspunt voor de beklimming van de Monte Disgrazia is de berghut Ponti die op 2559 meter hoogte in het Val Masino ligt. Van hier duurt de tocht via de Sella di Pioda en de noordwestgraat naar de top zo'n 5-7 uur. Op 23 augustus 1862 werd de berg voor het eerst beklommen door de Britten Leslie Stephen, Thomas Stuart Kennedy, Thomas Cox en Melchior Anderegg.